# Póvoa de Cós
Póvoa de Cós est une localité située au centre du Portugal. Elle fait partie du district de Leiria.
Appartenant au conselho d'Alcobaça, elle dépend de la paroisse de Cós. D'importantes découvertes archéologiques y furent réalisées, notamment une villa romaine où fut découverte une mosaïque aujourd'hui exposée au Museu Nacional de Arqueologia de Lisbonne.

## Autres localités de la paroisse de Cós
Cós, Castanheira, Casal de Areia, Casalinho, Varatojo, Alto Varatojo, Alqueidão, Pomarinho, Casal Resoneiro, Porto Linhares, Vale do Amieiro